# Celso Murilo
Celso Murilo (Baependi, 1940. március 9. –) brazil zenész, zeneszerző és hangszerelő. 1959-ben költözött Rio de Janeiró-ba. Az Arpege nevű klubnál alkalmazták, ahol João Gilberto, Tom Jobim és más zenészekkel játszott együtt.

## Diszkográfia
- 1959: Mr. Ritmo
- 1961: Ritmos Na Passarela
- 1964: Tremendo Balanço („Celso Murilo e seu conjunto” néven)